# Chassignolles (Indre)
Chassignolles ist eine französische Gemeinde mit 533 Einwohnern (Stand: 1. Januar 2022) im Département Indre in der Region Centre-Val de Loire. Sie gehört zum Arrondissement La Châtre, zum Kanton Neuvy-Saint-Sépulchre und zum Gemeindeverband La Châtre et Sainte Sévère. Die Einwohner werden Chassignollais genannt.

## Lage
Chassignolles liegt etwa 35 Kilometer südöstlich von Châteauroux im Südosten des Départements im Boischaut-Sud am Fluss Vauvre. Umgeben wird Chassignolles von den Nachbargemeinden Sarzay im Nordwesten und Norden, Montgivray im Norden und Nordosten, Le Magny im Nordosten, Pouligny-Saint-Martin im Osten, Pouligny-Notre-Dame im Südosten, Crevant im Süden, Crozon-sur-Vauvre im Südwesten, Saint-Denis-de-Jouhet im Westen sowie Fougerolles im Nordwesten.

## Bevölkerungsentwicklung
| Jahr                       | 1962 | 1968 | 1975 | 1982 | 1990 | 1999 | 2006 | 2012 | 2020 |
| Einwohner                  | 898  | 826  | 680  | 567  | 548  | 543  | 566  | 598  | 561  |
| Quellen: Cassini und INSEE |      |      |      |      |      |      |      |      |      |

## Sehenswürdigkeiten
- Kirche Saint-Étienne aus dem 12. Jahrhundert, Umbauten aus dem 15. Jahrhundert

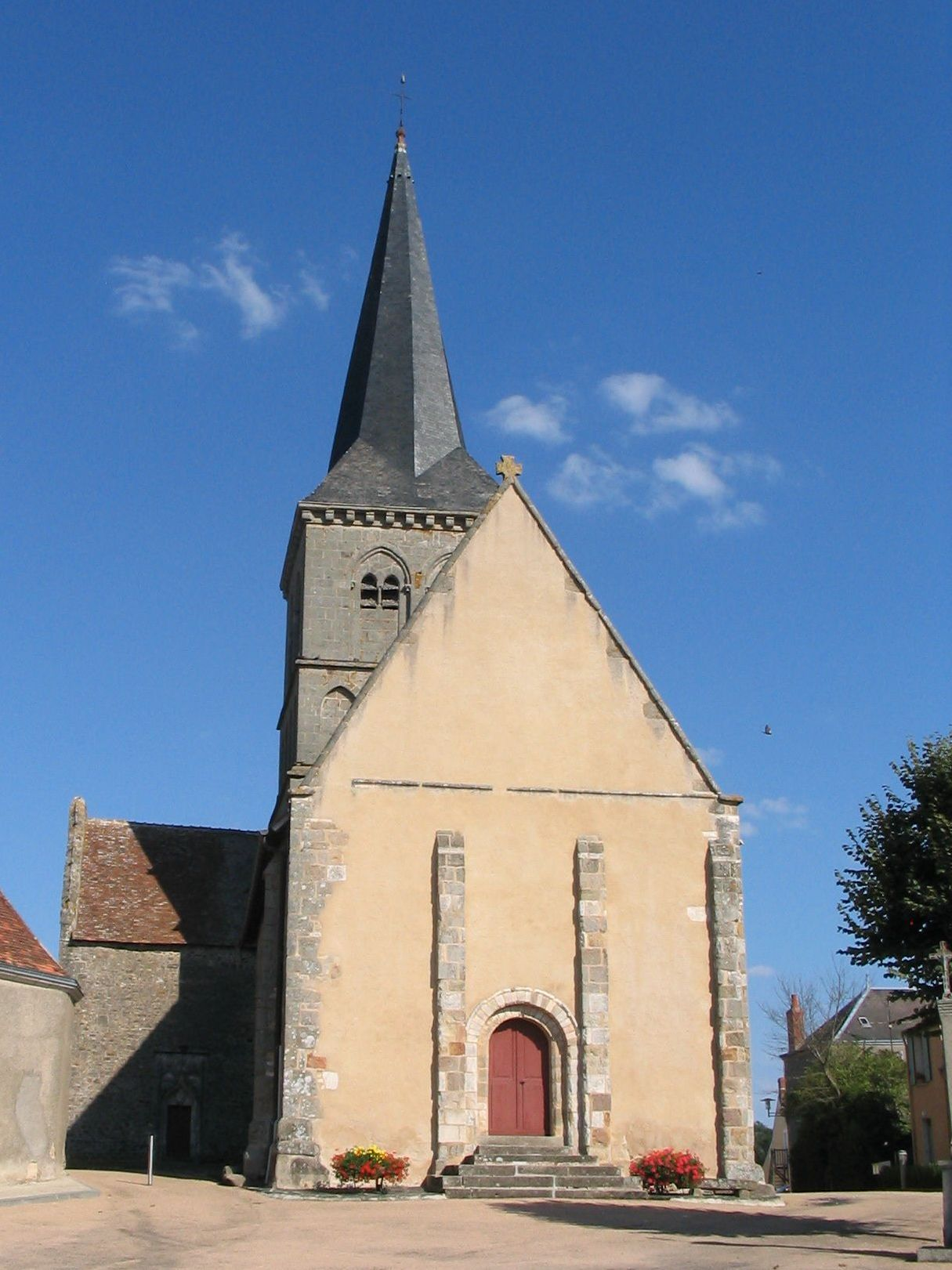
Kirche Saint-Étienne

- Burg Villemort